# تقليم مشبكي

أقسام المشبك العصبي

التقليم المشبكي الذي يشمل تحلٌل وموت كلٍ من المحوار والمتغصنات نهائيًا، هو عملية إزالة التشابك التي تحدث بين الطفولة المبكرة وبداية البلوغ في العديد من الثدييات، بما في ذلك البشر. يبدأ التقليم من وقت الولادة تقريبًا ويستمر حتى منتصف العشرينيات. تقليديًا، اعتبر أن المرء يكتمل بوصوله لوقت البلوغ الجنسي، ولكن هذا انحسر بدراسات التصوير بالرنين المغناطيسي إم آر آي (MRI). يتضاعف حجم مخ الرضيع بعامل قد يصل إلى 5 بحلول سن البلوغ، ليصل حجمه النهائي إلى نحو 86 (± 8) مليار عصبون (خلية عصبية). يساهم عاملان في هذا النمو: نمو الموصلات المشبكية بين العصبونات وتكوّن ميالين الألياف العصبية. ورغم ذلك، يبقى عدد العصبونات كما هو. يتأثر التقليم بالعوامل البيئية ويُعتقد على نطاق واسع أنه يمثل التعلُّم. بعد البلوغ، يقل عدد الوصلات التشابكية مرة أخرى نتيجة للتقليم المشبكي.

## الاختلافات

### التقليم التنظيمي
عند الولادة، يكون للخلايا العصبية الموجودة في القشرات البصرية والحركية وصلات بالأكيمة العُلوية والحبل الشوكي وجسر فارول. تُقَلَم الخلايا العصبية في كل قشرة بشكل انتقائي، إذ تُترك الوصلات التي ترتبط بمراكز المعالجة المناسبة وظيفيًا. لذلك، تقلِم الخلايا العصبية في القشرة البصرية التشابك مع الخلايا العصبية في الحبل الشوكي، وتقطع القشرة الحركية وصلاتها بالأكيمة العلوية. يُعرف هذا الاختلاف في التقليم بأنه تقليم محواري نمطي واسع النطاق. ترسل الخلايا العصبية فروع محوار طويلة إلى المناطق المستهدفة المناسبة وغير المناسبة، وفي النهاية تقلم الوصلات غير المناسبة.
تصقل الأحداث التقهقرية غزارة الوصلات، التي تُرى في تخلق النسيج العصبي، لإنشاء مجموعة دوائر محددة وناضجة. الموت الخلوي المبرمج والتقليم هما الطريقتان الرئيسيتان لقطع الوصلات غير المرغوب فيها. في الموت الخلوي المبرمج، تُقتل الخلايا العصبية وتُزال جميع الوصلات المرتبطة بها. على العكس من ذلك، لا تموت الخلايا العصبية في التقليم، ولكنها تتطلب سحب المحاور من الوصلات التشابكية غير المناسبة وظيفيًا.
يُعتقد أن الغرض من التقليم المشبكي هو إزالة البنيان العصبي غير الضروري من الدماغ؛ فمع تطور الدماغ البشري، تصبح الحاجة إلى استيعاب بنيانٍ أكثر تعقيدًا أكثر ملاءمة بكثير، فيُعتقد أن الارتباطات الأبسط التي تشكلت في الطفولة تُستبدل ببنيانٍ معقد.
برغم تضميناته العديدة في تنظيم التطور المعرفي (النمو الإدراكي) في الطفولة، يُعتقد أن التقليم هو عملية إزالة الخلايا العصبية التي أصبحت متضررةً أو بها قصور من أجل تحسين إضافي لقدرة «التشبيك» في منطقة معينة من الدماغ. علاوة على ذلك، اتُفِق على أن آليته لا تعمل فقط فيما يتعلق بالتطوير والترميم (الإصلاح)، ولكن أيضًا كوسيلة للحفاظ باستمرار على وظائف الدماغ الأكثر كفاءة عن طريق إزالة الخلايا العصبية تبعًا لكفاءتها التشابكية.

### التقليم في الدماغ الناضج
يُعرف التقليم المرتبط بالتعلُم باسم التقليم محدود النطاق لأطراف المحوار الشجيرية. تمد المحاور العصبية أطراف شجرية قصيرة إلى العصبونات داخل المنطقة المستهدفة. تُقلَّم التشجرات الطرفية المعينة بالتنافس. يتبع اختيار التشجرات الطرفية التي ستقلَّم مبدأ «استخدمها أو افقدها» الذي يرى في اللدونة المشبكية. يعني هذا أن يكون للتشابكات المستخدمة باستمرار وصلات قوية بينما يتم التخلص من تلك المستخدمة نادرًا. تتضمن الأمثلة التي شوهدت في الفقاريات تقليم أطراف محاور الموصلات العصبية العضلية في الجهاز العصبي الطرفي وتقليم مدخلات الألياف المتسلقة إلى المخيخ في الجهاز العصبي المركزي.
فيما يتعلق بالبشر، لوحظ التقليم المشبكي من خلال استنتاج الاختلافات في الأعداد التقديرية للخلايا الدبقية والعصبونات بين الأطفال والبالغين، والتي تختلف بشكل كبير في نواة المهاد الظهرانيّة الناصفية.
في دراسة أجرتها جامعة أكسفورد عام 2007، قارن الباحثون بين ثمانِ أدمغة بشرية لأطفال حديثي الولادة وأخرى لثمانية أشخاص بالغين باستخدام تقديرات مستندة إلى الحجم والأدلة تم جمعها عبر التجزيء التجسيمي. وأظهروا أنه، في المتوسط، كان التعداد التقديري للخلايا العصبية في البالغين أقل بنسبة 41% من تلك في حديثي الولادة في المنطقة التي درسوها، وهي نواة المهاد الظهرانية الناصفية.
ومع ذلك، فيما يتعلق بالخلايا الدبقية، كان لدى البالغين تقديرات أكبر بكثير من تلك الخاصة بحديثي الولادة؛ 36.3 مليون في المتوسط في أدمغة البالغين، مقارنةً بـ 10.6 مليون في عينات حديثي الولادة. يُعتقد أن بنية الدماغ تتغير عندما يحدث تَنَكُس وإزالة للتدفعات الواردة في حالات ما بعد الولادة، وذلك رغم أن هذه الظواهر لم تُلاحظ في بعض الدراسات. في حالة النمو، من غير المحتمل أن يعاد استخدام الخلايا العصبية التي بدأت عملية فقدها عن طريق الموت الخلوي المبرمج، فبدلاً من ذلك تُستبدَل ببنيات عصبية جديدة أو بنيات تشابكية، وُجد أنها تحدث محاذيةً للتغير البنياني في المادة الرمادية تحت القشرية.
يُصنَّف التقليم المشبكي بشكل منفصل عن الأحداث التقهقرية التي تُرى خلال الأعمار الأكبر سنًا. فبينما يكون التقليم التطوري معتمداً على الخبرة، فإن الروابط المتدهورة التي تعد مرادفة للشيخوخة ليست كذلك. قد يقارن التقليم النمطي بعمل الإزميل وتشكيل الحجر إلى تمثال. بمجرد اكتمال التمثال، ستبدأ عوامل الطقس في التسبب بتآكل التمثال، وهذا يمثل محو الوصلات غير المعتمد على الخبرة.

## الآليات
النماذج الثلاثة التي تشرح التقليم المشبكي هي: تنكُّس المحوار، تراجع المحوار، وطرح المحوار. في جميع الحالات، تُشكَّل التشابكات من أطراف محوار عابرة، ويسبب تقليم المحوار إزالة التشابك. يقدم كل نموذج طريقة مختلفة يُزال فيها المحوار لمحو التشابك. في التقليم محدود النطاق للأطراف الشجيرية للمحوار، يُعتقد أن النشاط العصبي منظِّم مهم،[بحاجة لمصدر] ولكن الآلية الجزيئية لا تزال غير واضحة. يُعتقد أن الهرمونات وعوامل التغذية هي العوامل الخارجية الرئيسية المنظِمة لتقليم المحوار النمطي واسع النطاق.

### تنكس المحوار
في ذبابة الفاكهة، تحدث تغييرات شاملة في الجهاز العصبي أثناء الاستحالة. تنشط الاستحالة بفعل الإكديسون (هرمون الانسلاخ)، وخلال هذه الفترة، يحدث تقليم وإعادة تنظيم واسعة النطاق للشبكة العصبية. ولذلك وُضعت نظرية مفادها أن التقليم في ذبابة الفاكهة ينشأ بتنشيط مستقبلات الإكديسون. أظهرت دراسات إزالة التعصيب للموصلات العصبية العضلية في الفقاريات أن آلية إزالة محور عصبي تشبه إلى حد بعيد تنكس وولريّ. ومع ذلك، فإن التقليم الشامل والمتزامن الذي يُرى في ذبابة الفاكهة يختلف عن تقليم الجهاز العصبي للثدييات، الذي يحدث موضعيًا وعبر مراحل النمو المتعددة.